# 安芸灘
安芸灘（あきなだ）は、瀬戸内海西部に位置する海域である。

## 地理

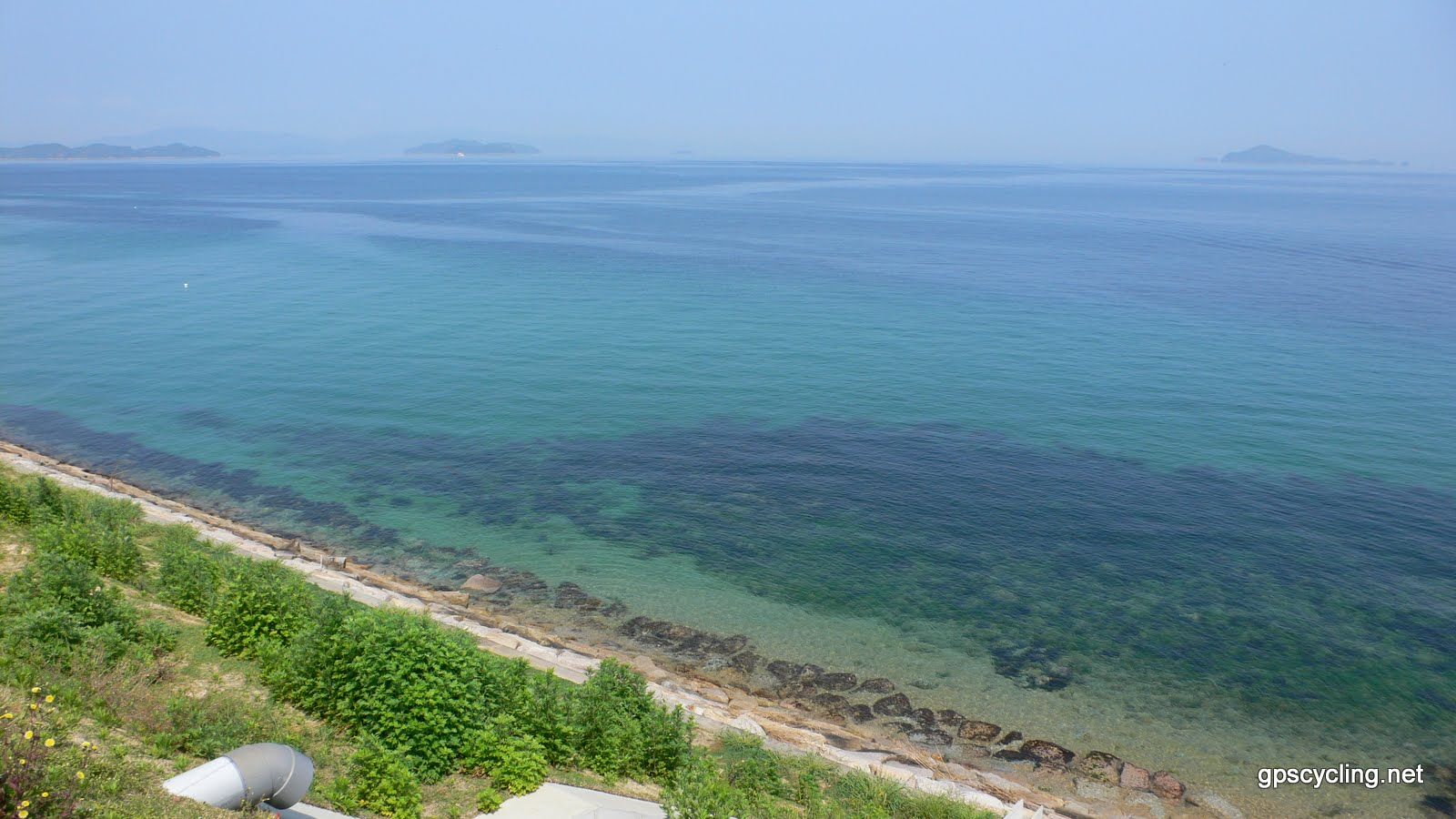
周防大島から望む安芸灘

下記、瀬戸内法の範囲によると、安芸灘は面積 744 km2 、平均水深 39.9m、容積 297 億m3。

### 範囲
瀬戸内法（瀬戸内海環境保全特別措置法）によると瀬戸内海を12（別の法律では豊後水道北部、響灘を除いた10区分とすることもある。）に区分した海域の一つ。その区分に拠れば、安芸灘は燧灘の西、伊予灘の東、広島湾の南になる。具体的には東端は来島海峡、西端は倉橋島と怒和島を結ぶ線と釣島海峡（興居島と中島 (愛媛県)の間）、北は芸予諸島のうち関前諸島以西の島々、南は興居島と四国との間の線になる。斎灘を丸ごと含むことになる。
ただし、上記の12区分による「広島湾」（10区分の場合も同じ）は一般的に理解されている広島湾（狭義、厳島と江田島とを結んだ線より北）よりかなり広い概念であり、広島湾南部または西部と呼ばれている岩国市沖海域も含むことに注意が必要である。上記の12海域区分では、岩国市沖は安芸灘には含まず広島湾に含むことになる。
一方、広義には、
- 岩国市沖の広島湾西部地域（具体的には、狭義の広島湾口-本州-屋代島-忽那諸島の怒和島-倉橋島を結ぶ範囲）南北50 km、東西30 kmの狭いエリア
- 安芸灘群島（蒲刈群島・下大崎群島）と本州との間の海域

を含む（国土地理院の地形図（Web公開版）上にもその表記がある）。

### 地形・潮流
平均水深は約40メートルであり、海底地形は凹凸が多く、燧灘の潮の干満によって潮流が比較的に速い。（引用元からここでいう安芸灘は瀬戸内法上の範囲）

#### 流入河川
大きな河川はない。

### 安芸灘断層帯
※ここでいう安芸灘とは広島湾西部を指すことに注意が必要である。
今後30年以内に地震が発生する確率の高いSランクの断層として「安芸灘断層帯」がある。2001年（平成13年）3月24日にはマグニチュード6.9の芸予地震が発生し、広島市や呉市、今治市で家屋の損壊など多数の被害を出した。近辺は南海トラフがフィリピン海プレートに向かって沈み込む位置の北端付近にあり、古くから地震活動が盛んである。

## 自然環境

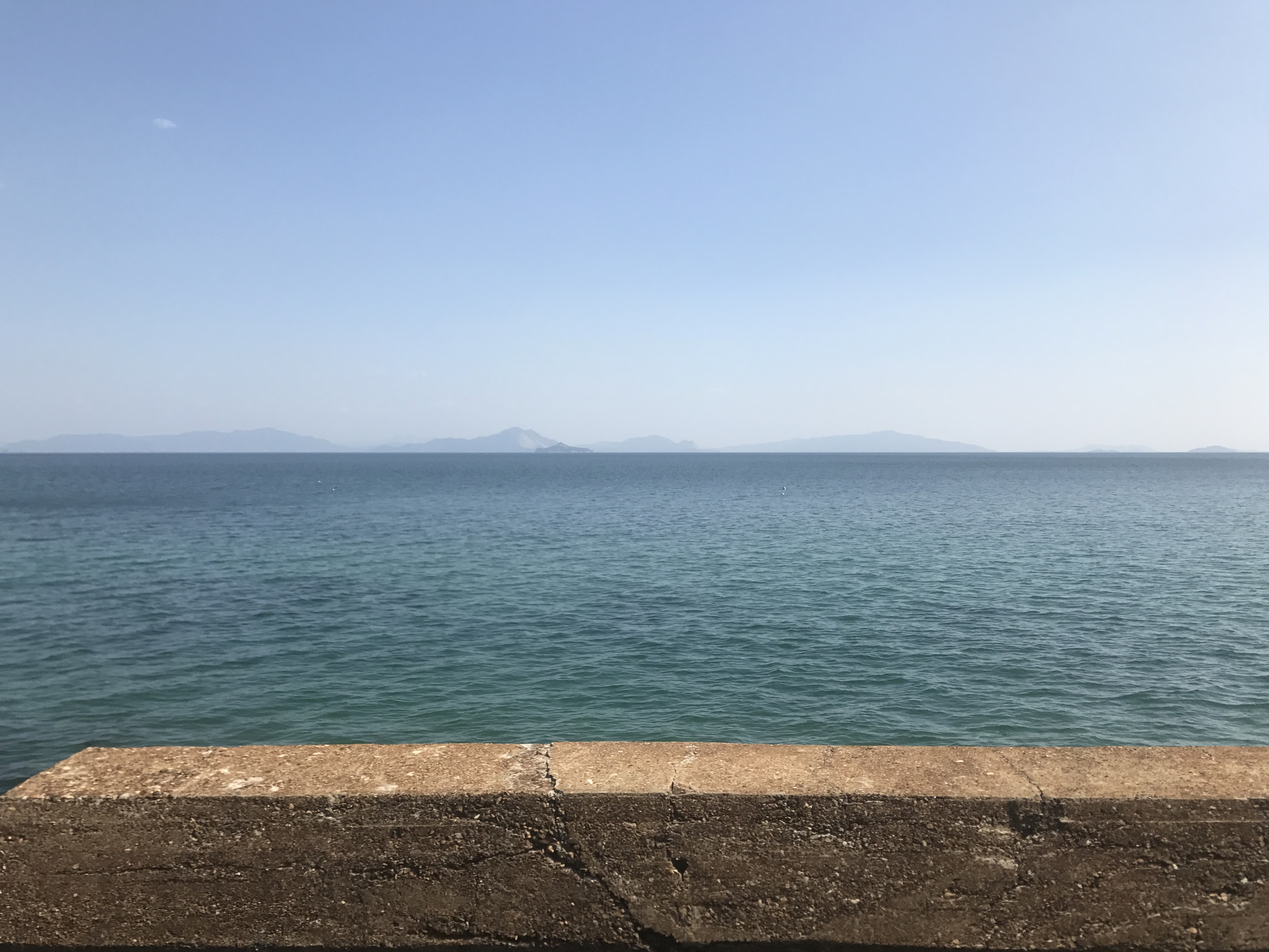
山陽本線列車内より望む安芸灘

芸予諸島なども含めた沿岸部は、現在の瀬戸内海でも比較的に自然の海岸が多く残されている。そのため、干潟やアマモの藻場も残存している。藻場の面積は現在の瀬戸内海でも特筆すべきであり、伊予灘からの流入水と共に一帯の水質の浄化（透明度の向上）に貢献している。その一方で、干潟は比較的に少ないとされている。
これらの恩恵を受ける生物も多く、カタクチイワシやシラスなどの水産資源に富み、タイ、サワラなどを漁獲する延縄漁が知られる。牡蠣の養殖も盛んである。呉市の「アビ渡来群遊海面」や、備後灘ではあるが隣接する竹原市・阿波島の「スナメリクジラ廻游海面」は天然記念物に指定されており、同じく竹原市の吉名町や（やはり備後灘に該当するが隣接する）賀茂川の河口の「ハチの干潟」はカブトガニなどの多様な生物にとって重要な生息地になっている。
しかし、スナメリは20世紀の下旬に安芸灘から播磨灘の範囲で著しく減少したとされており、上記の阿波島でも見られる機会は非常に少なくなったとされている。また、イカナゴ・エビ・貝類・ナマコなど漁獲量の減少が長期的にみられるなどの問題点も点在する。
一方で、伊予灘との境界に位置する防予諸島には現在でもスナメリの生息や世界最大級のニホンアワサンゴの群生地が存在するなどエコツーリズムに適した自然環境が残されており、スナメリウォッチングやバードウォッチングなども試験的に行われている。また、倉橋島の周辺などではカンムリウミスズメやニホンウナギなどの貴重種も確認されている。
なお、芸予諸島と伊予灘の事例からも、かつては安芸灘もヒゲクジラ類の回遊に利用されていた可能性がある。

## 沿岸都市
（北から時計回りに）呉市、今治市、松山市
（広義では、同じく）柳井市、岩国市、大竹市、江田島市

## 海上交通
本州と九州や四国を結ぶ航路が幾つも重なり、また関門海峡を経由し東アジア諸国と結ぶ国際航路でもあり、瀬戸内海でもとりわけ船舶通航量の多い海域である。